# Albalat de la Ribera
Albalat de la Ribera település Spanyolországban, Valencia tartományban. Albalat de la Ribera Algemesí, Polinyà de Xúquer, Sollana és Sueca községekkel határos. Lakosainak száma 3446 fő (2024).

## Népesség
A település lakosságának változását az alábbi diagram mutatja:
| Lakosok száma | 3465 | 3444 | 3429 | 3590 | 3609 | 3485 | 3361 | 3360 | 3444 | 3446 |
|               | 2001 | 2004 | 2007 | 2009 | 2011 | 2014 | 2017 | 2019 | 2022 | 2024 |